# Havannah Island
Havannah Island är en ö i Australien. Den ligger i delstaten Queensland, omkring 1 200 kilometer nordväst om delstatshuvudstaden Brisbane. Arean är 2,1 kvadratkilometer. Den sträcker sig 1,9 kilometer i nord-sydlig riktning, och 2,0 kilometer i öst-västlig riktning.
Savannklimat råder i trakten. Genomsnittlig årsnederbörd är 1 653 millimeter. Den regnigaste månaden är februari, med i genomsnitt 412 mm nederbörd, och den torraste är september, med 12 mm nederbörd.